# Calore raggiante
Il calore raggiante è un'espressione utilizzata nell'Ottocento per indicare i raggi infrarossi ovvero quelle radiazioni invisibili all'occhio umano la cui lunghezza d'onda va da 0,7 millesimi di millimetro a 1 millimetro. I corpi incandescenti sono, ad esempio, sorgenti di raggi infrarossi.